# Rick Carey
Richard John Carey, detto Rick (Mount Kisco, 13 marzo 1963), è un ex nuotatore statunitense.
Specializzato nel dorso, ha vinto tre medaglie d'oro alle olimpiadi di Los Angeles 1984.
Ha conquistato, dal 1982 al 1985, 12 medaglie nelle grandi manifestazioni, di cui ben 11 d'oro. Dopo essere arrivato secondo nei 100 m dorso ai mondiali del 1982, ha infilato una serie di 11 vittorie consecutive tra mondiale, PanPacifici, Olimpiade e Giochi panamericani.
Nell'agosto del 1983 batté i record del mondo di John Naber realizzati sette anni prima a Montreal, tre volte quello dei 100, nuotando prima in 55"44 e 55"38 lo stesso giorno, per migliorarlo dopo due settimane a 55"19, mentre sui 200 dorso limò il record di Naber due volte tra il 1983 e il 1984, portandolo ai Trials, poco prima delle Olimpiadi, a 1'58"86.
È diventato uno dei Membri dell'International Swimming Hall of Fame.

## Palmarès
- Giochi olimpici

Los Angeles 1984: oro nei 100 m e 200 m dorso e nella staffetta 4x100 m misti.
- Mondiali

1982 - Guayaquil: oro nei 200 m dorso e nella staffetta 4x100 m misti, argento nei 100 m dorso.
- Giochi PanPacifici

1985 - Tokyo: oro nei 100 m e 200 m dorso e nella staffetta 4x100 m misti.
- Giochi panamericani

1983 - Caracas: oro nei 100 m dorso, 200 m dorso e nella staffetta 4x100 m misti.

## Riconoscimenti
- World Swimmer of the Year: 1983
- American Swimmer of the Year: 1983